# Doprava v Bratislavě

První a druhé tarifní pásmo bratislavské MHD platné do srpna 2011

Bratislava je jako centrum celého Slovenska významným dopravním uzlem s rozsáhlou infrastrukturou městské i dálkové dopravy.

## Městská hromadná doprava a integrovaný dopravní systém

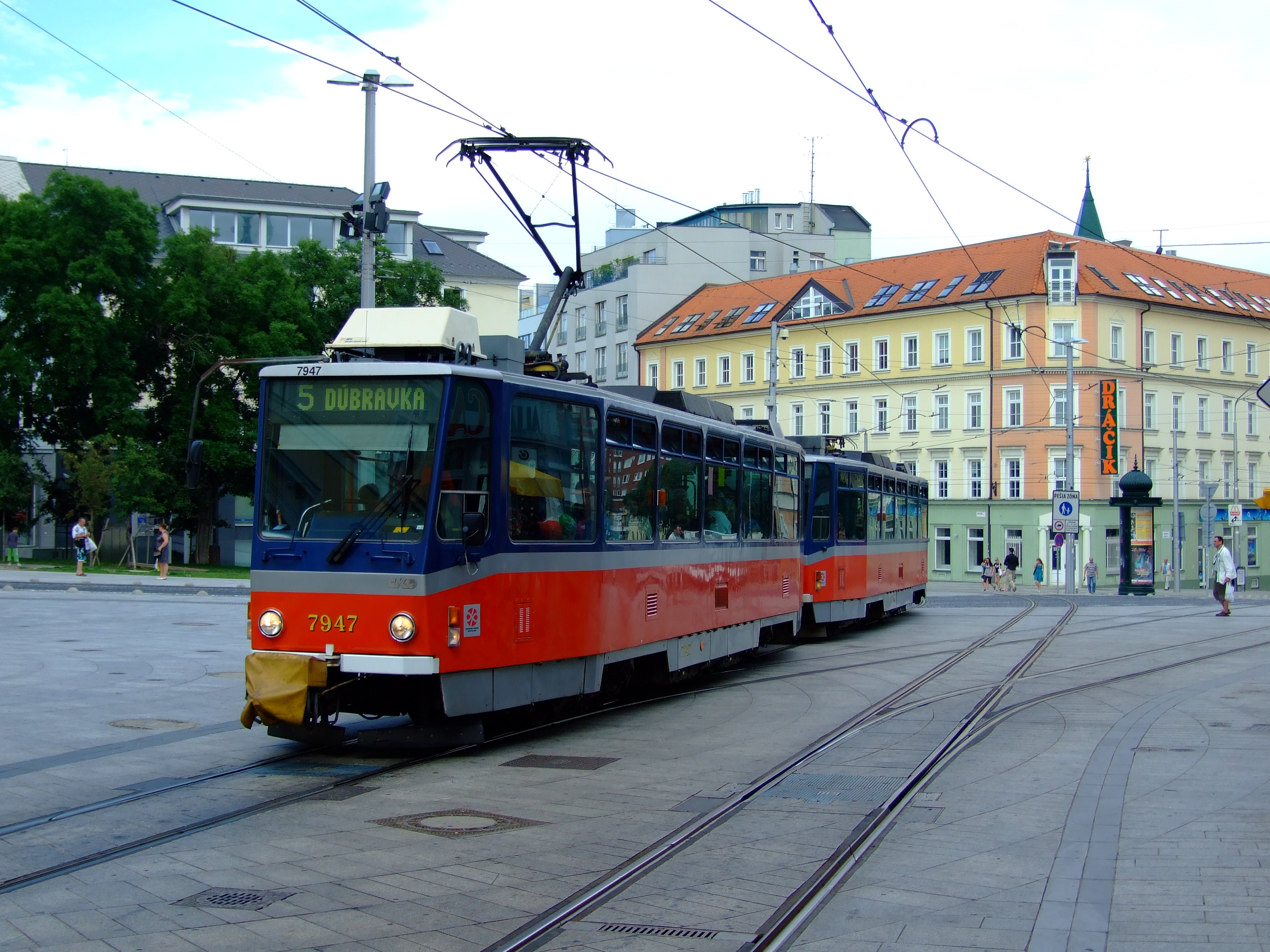
Tramvaj Tatra T6A5 na Hurbanově náměstí

Městská hromadná dopravu ve slovenské metropoli je největší síť městské dopravy na Slovensku. Je tvořena třemi způsoby dopravy, konkrétně tramvajovou, trolejbusovou a autobusovou dopravou (po krátkou dobu byla jedna linka též i železniční); tramvaje tvoří páteř, trolejbusy je doplňují a autobusy zajišťují obsluhu některých sídlišť (včetně Petržalky) a různých dalších odlehlých míst. Funguje od roku 1895, kdy byl spuštěn provoz první tramvajové linky.
V mnohých oblastech však je jejich kapacita nedostačující; výstavba metra právě do Petržalky a do centra města sice byla na konci 80. let zahájena; těsně před sametovou revolucí byla zastavena a od této doby se již v stavbě nepokračovalo. Mnohokrát došlo ke změně koncepce celé dráhy, na počátku 21. století se tak počítá se systémem rychlodrážní tramvaje. Začátek její výstavby byl plánován na rok 2009, stavba však nebyla započata. Vybudování rychlodrážního dopravního systému je jeden z největších problémů městské dopravy ve slovenské metropoli. Též problematický je i stárnoucí vozový park autobusů, potažmo tramvají.
Pod názvem Bratislavská integrovaná doprava (BID) operuje integrovaný dopravní systém, který umožňuje užívání společných jízdenek v celém Bratislavském kraji. Dopravu zajišťuje městem vlastněná akciová společnost Dopravní podnik Bratislava a obsluhuje všechny obydlené části města Bratislava a některé okolní obce, například část obce Chorvátsky Grob, místní část Čierna Voda v rámci BID. Kromě těchto linek DPB provozuje linky do rakouské obce Wolfsthal, města Hainburg an der Donau a maďarské obce Rajka (linky mají specifické tarifní podmínky). Tyto linky tvořily až do roku 2011 třetí tarifní pásmo, vlastní město bylo rozděleno na dvě tarifní pásma. První zahrnovalo centrální nejhustěji zalidněnou část města, kde na území o rozloze kolem 125 km² žije okolo 300 tisíc obyvatel a která se skládá z městských částí Staré Město, Nové Město, Ružinov, Karlova ves a Petržalka, druhé pásmo zahrnovalo zbylé městské části. 
Jízdenky je možné zakoupit v automatech na zastávkách, v síti smluvních prodejců (převážně stánky), nebo v prodejnách dopravního podniku. Je možné zakoupit si i předplacenou jízdenku. Od 17. listopadu 2008 přibyla možnost zakoupení jízdenky prostřednictvím zaslání SMS zprávy. Od února 2009 je možné zakoupit si předplacenou jízdenku přes internet. Od srpna 2011 byla zrušena možnost zakoupení jízdenky na jednotlivá pásma, čímž se pásma zrušila a zbylo tak už pouze jeden typ jízdenky platný pro celé město. Zároveň již není třeba kupovat si zvlášť jízdenku na noční spoje.

## Silniční síť

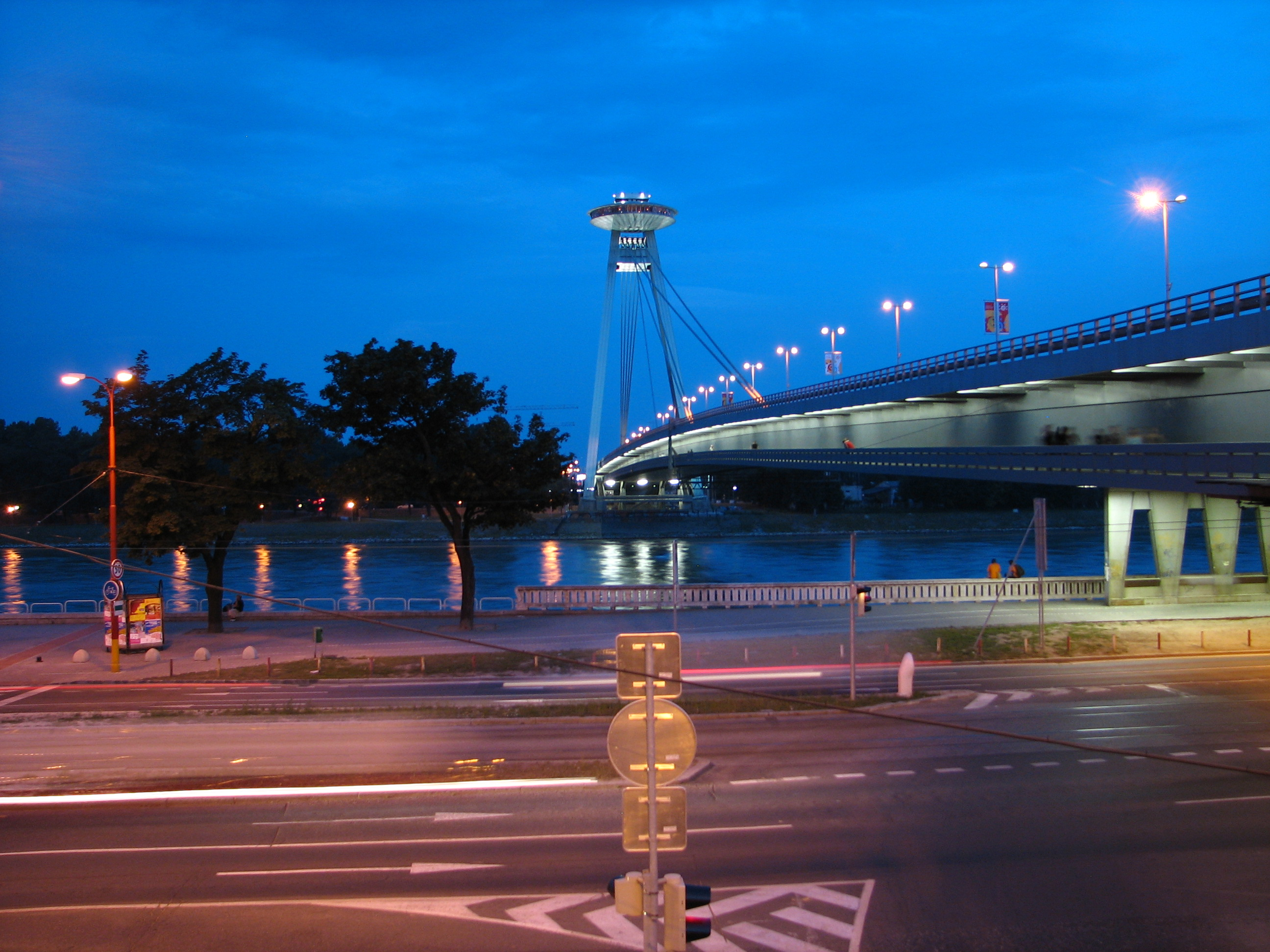
Nový most je jedním ze symbolů Bratislavy, dopravně je též velice vytížený

Do Bratislavy vedou čtyři dálnice – dálnice D1, dálnice D2 spojující českou dálnici D2 s dálnicí M15 do Maďarska, dálnice D4 spojující dálnici A6 z Rakouska s D2. Tyto významné tepny spolu spojují čtyřpruhové komunikace probíhající městem mimo jeho jádro (přes Petržalku a kolem letiště). Vnější obchvat Bratislavy, dálnice D4, je až na malou část při rakouské hranici v plánovací fázi. V Bratislavě vede přes Dunaj celkem pět mostů, z toho dva jsou dálniční. Součástí D4 bude šestý most.
Nachází se tu i tunel Sitina mezi Mlynskou dolinou a Lamačem, který je součástí dálnice D2 do ČR a byl zprovozněn 24. června 2007.
Historickým jádrem žádné důležité tepny nevedou (pouze jej obcházejí); to je pro dopravu uzavřeno a nacházejí se tam pěší zóny.

## Železniční doprava
Město je významným železničním uzlem, pro osobní dopravu je rozhodujícím nádražím Bratislava hlavná stanica, pro nákladní dopravu pak seřaďovací nádraží Bratislava východ, dále je zde mnoho dalších významných železničních stanic (Bratislava-Petržalka, Bratislava-Nové Mesto, Bratislava-Vinohrady apod.) Významné směry železniční dopravy kopírují ty dálniční; spoje směřují jak do Česka, tak i do slovenského vnitrozemí, též i do Maďarska a Rakouska.

## Letecká doprava
Hlavní a jediný vzdušný přístav je Letiště M. R. Štefánika. Jedná se o největší letiště v republice (zaujímá rozlohu 477 ha).